# Justicia gendarussa
Justicia gendarussa (en maratí: बाकस, bakas, काळा अडुळसा, kala adulasa; en sánscrito: कसनः, kasanah, वैध्यसिंहा, vaidyasinha) es una especie de arbusto o planta medicinal perteneciente a la familia de las acantáceas.

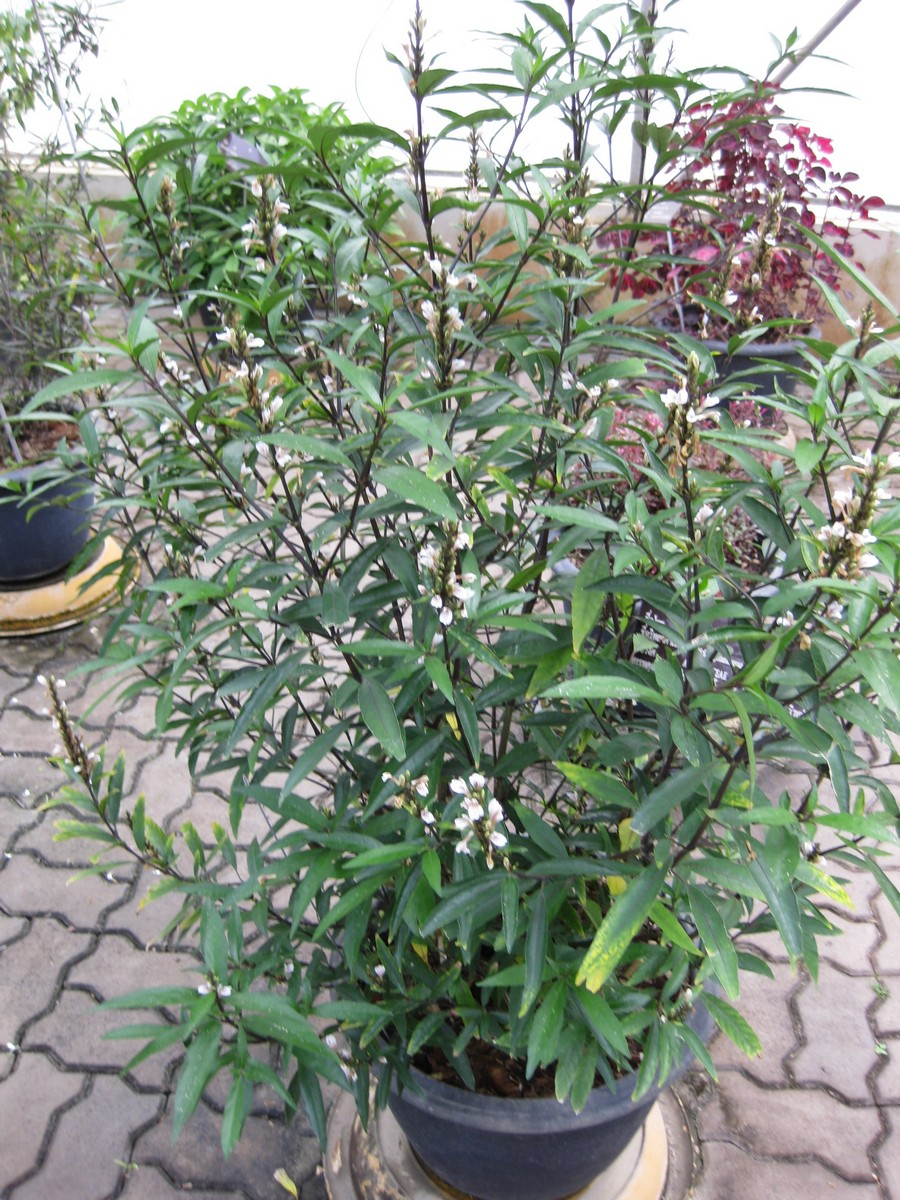
Vista de la planta

## Descripción
Es un pequeño arbusto, erecto y ramificado, endémico de la India. Este arbusto, que puede alcanzar un metro de altura tiene las hojas lanceoladas de color verde oscuro y liso, a diferencia de los de la mayoría de las Acanthaceae. Las flores son hermafroditas. Su corteza es de color púrpura oscuro.

## Propiedades
Es útil en el tratamiento del asma, el reumatismo y los cólicos de los niños. Puede tener el potencial para ser la base de una píldora anticonceptiva para los hombres. Los ensayos clínicos se llevan a cabo en Indonesia.

## Taxonomía
Justicia gendarussa fue descrita por Nicolaas Laurens Burman y publicado en Flora Indica . . . nec non Prodromus Florae Capensis 10. 1768.
Etimología
Justicia: nombre genérico otorgado en honor de James Justice (1730-1763), horticultor escocés.
gendarussa: epíteto
Sinonimia
- Gendarussa vulgaris Nees
[6]

## Nombres comunes
- cinco llagas de Filipinas, hierba de las cinco llagas, mandalusa de Filipinas.[7]